# Megérjük a pénzünket!
A Megérjük a pénzünket! G. Szabó Judit 1981-es regénye. A viszonylag rövid történet könnyen érthető, humoros és 
mindezek mellett tanulságot is tartalmaz. A Móra Ferenc Könyvkiadónál, Sajdik Ferenc rajzaival jelent meg; hat kiadást ért meg.

## Tartalom
A naplóregényben a tizenegy éves Kovács Anikó ír nyolcadik kerületi családja – első gimnazista Mari nővére, második osztályos Éva húga, szüleik és nagyanyjuk – és iskolája mindennapjairól.

## Külső hivatkozások
- Megérjük a pénzünket! - ELTE Rádiójáték Adatbázis
- Moly – G. Szabó Judit: Megérjük a pénzünket!
- Könyvtalálka: Megérjük a pénzünket!